# Cacciatori-raccoglitori occidentali
I cacciatori-raccoglitori occidentali  (WHG dall'inglese Western hunter-gatherer) erano popolazioni di cacciatori-raccoglitori, ossia popolazioni il cui sistema di alimentazione ed economico si basava sulla caccia, pesca e sulla raccolta, che abitavano l' Europa occidentale intorno a 14 000 anni fa, nel mesolitico, identificati in archeogenetica sulla base di una comune e specifica origine genetica.

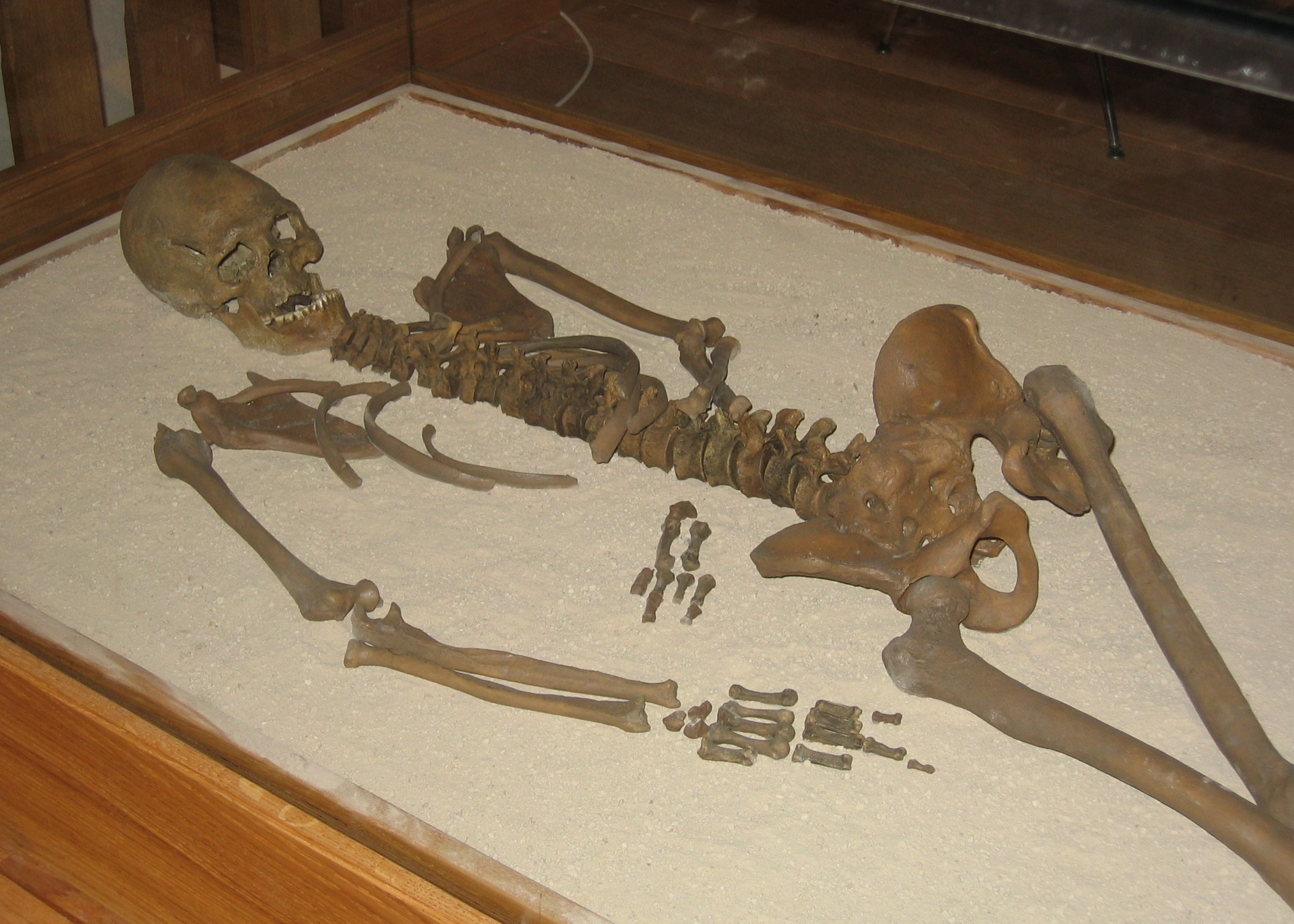
Lo scheletro dell'Uomo di Loschbour

## Descrizione
Insieme ai cacciatori-raccoglitori scandinavi (SHG) e ai cacciatori-raccoglitori orientali (EHG), i WHG costituivano uno dei tre principali gruppi genetici nel periodo postglaciale del primo Olocene europeo; i WHG contribuirono per il 30% alla formazione dell'insieme genetico dei EHG, e al 50% a alla formazione di quello degli SWG.
Il confine tra WHG e EHG correva all'incirca dal basso Danubio, verso nord lungo le foreste occidentali del Dnepr verso il Mar Baltico occidentale; in effetti si registra un fenomeno genico detto Grande Barriera (Great Divide in inglese ) ad indicare una seprazione genetica che corre dal mar Baltico al mar Nero, come se per migliaia di anni non ci sia stata più alcuna mescolanza tra i WHG e gli EHG
Il profilo ancestrale dei più antichi EEMH sopravvisse durante l'ultimo massimo glaciale (da 25.000 a 19.000 anni BP) nelle popolazioni di cacciatori-raccoglitori dell'Europa sudoccidentale collegate alla cultura solutreana e alla successiva cultura magdaleniana, al quale è associato il cluster di GoyetQ2, che si espanse nuovamente verso nord-est dopo l'ultimo massimo glaciale. Invece in Europa meridionale, intorno al periodo dell'ultimo massimo glaciale, si riscontra una sostituzione collegate alla cultura epigravettiana, associata al cluster di Villabruna.
Gli antenati dei WHG sono associati al cluster Cluster di Villabruna, dai reperti umani ritrovati ai ripari Villabruna in Veneto, caratterizzato dalla presenza dell'aplogruppo R1b, quello maggiormente presente dei moderni europei, di fatto la loro più antica testimonianza genetica in Europa occidentale. Il cluster rappresenta un elemento di discontinuità nella storia genetica europea, venendo a sostiutire, dopo l'ultimo massimo glaciale, le precedenti popolazioni magdaleniane dell'Europa occidentale. Il cluster, orginatosi nell'arco alpino italiano durante l'epigravettiano, si ipotizza sia giunto in Italia dai Balcani.

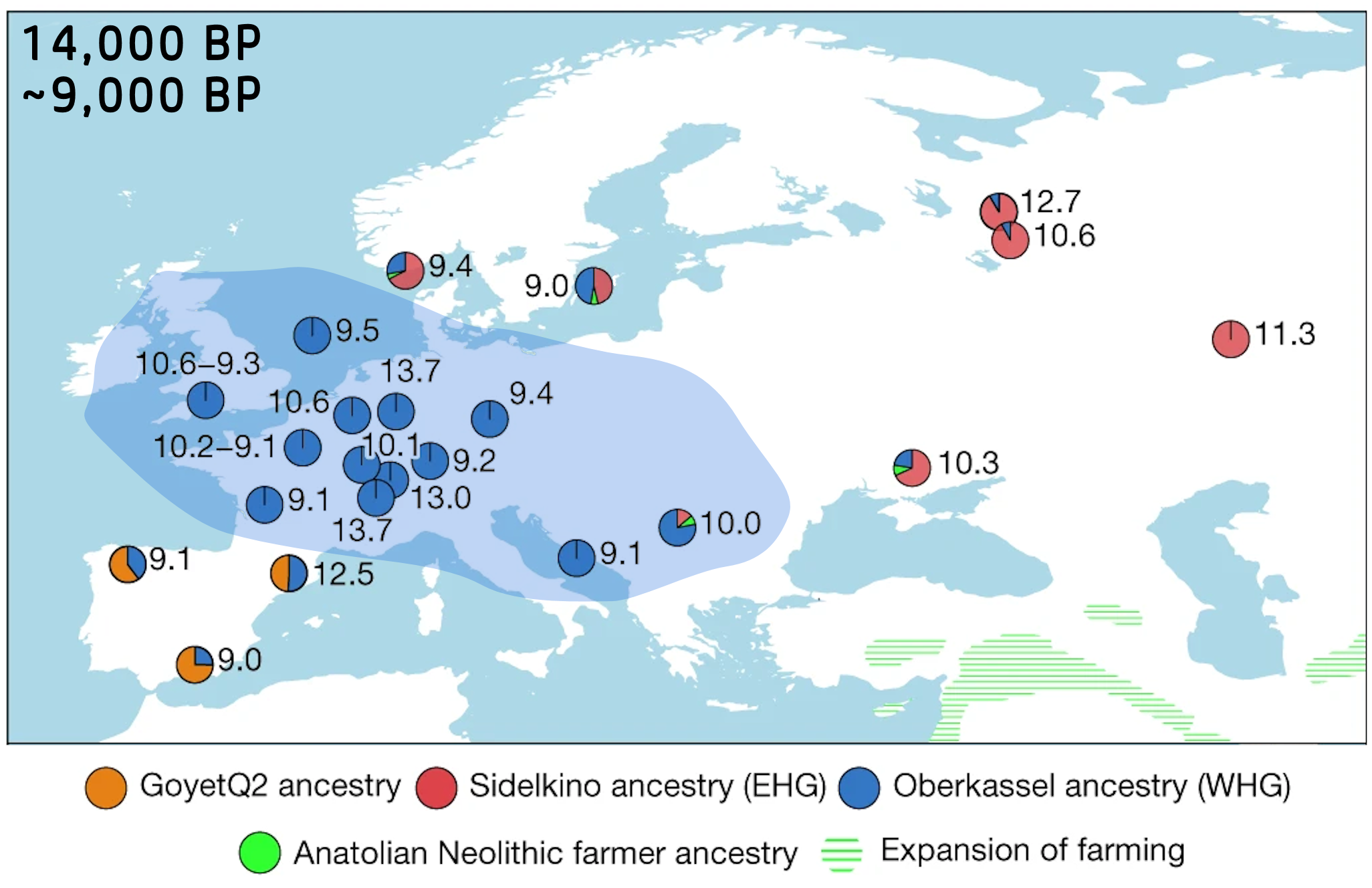
Eredità genetica dei cacciatori-raccoglitori in Europa tra i 14000 e i 9000 anni fa, WHG in blu

Una volta ampiamente dispersi in tutta Europa, i WHG furono in gran parte rimpiazzati dalle successive espansioni dei primi agricoltori europei (EEF) durante il primo Neolitico, ma conobbero una rinascita guidata dagli uomini durante il Neolitico medio. 
Durante il tardo Neolitico e la prima età del bronzo, i pastori delle steppe occidentali (WSH) provenienti dalla steppa pontico-caspica intrapresero una massiccia espansione, che rimpiazzò ulteriormente i WHG. Tra le popolazioni moderne, l'ascendenza WHG è più comune tra le popolazioni del Baltico orientale.
Lo studio del 2023 ha anche fornito indicazioni fenotipiche sui DNA analizzati, trovando, ad esempio, che mentre tra gli EHG era probabile trovare individui con la pelle chiara e raro quelli con occhi chiari, tra i WHG era più probabile trovare individui con gli occhi chiari e meno quelli con pelle chiara.

## Ritrovamenti archeologici
Il sito di Lepenski Vir in Serbia, dove sono stati ritrovati resti di un abitato di oltre un centaio di abitazioni, orientato astronomicamente in funzione del solstizio invernale, è risultato essere stato abitato da popolazioni di WHG, almeno fino al 7.500 a.C. .
L'uomo di La Braña, vissuto circa 7.000 anni dal presente, e rinvenuto a La Braña in Spagna, grazie ad indagini paleogenetiche condotte attraverso l'analisi del DNA antico proveniente da un suo dente, è stato associato al cluster genico dei cacciatori-raccoglitori occidentali; è caratterizzato dall'avere avuto occhi azzurri, carnagione e capelli scuri, ed essere intollerante al lattosio, caratteristiche che sono state riconosciute presenti anche in altri due H sapiens WHG, l'uomo di Cheddar, ritrovato nel Somerset in Inghilterra, e l'uomo di Loschbour, ritrovato in Lussemburgo.

### Libri
- David W. Anthony, Ancient DNA, Mating Networks, and the Anatolian Split, in Serangeli e Thomas Olander (a cura di), Dispersals and Diversification: Linguistic and Archaeological Perspectives on the Early Stages of Indo-European, BRILL, 2019b,  pp. 21-54, ISBN 978-9004416192.

### Riviste
- (EN) Mathieson I, Alpaslan-Roodenberg S, Posth C, Szécsényi-Nagy A, Rohland N, Mallick S, Olalde I, Broomandkhoshbacht N, Candilio F, Cheronet O, Fernandes D, Ferry M, Gamarra B, Fortes GG, Haak W, Harney E, Jones E, Keating D, Krause-Kyora B, Kucukkalipci I, Michel M, Mittnik A, Nägele K, Novak M, Oppenheimer J, Patterson N, Pfrengle S, Sirak K, Stewardson K, Vai S, Alexandrov S, Alt KW, Andreescu R, Antonović D, Ash A, Atanassova N, Bacvarov K, Gusztáv MB, Bocherens H, Bolus M, Boroneanţ A, Boyadzhiev Y, Budnik A, Burmaz J, Chohadzhiev S, Conard NJ, Cottiaux R, Čuka M, Cupillard C, Drucker DG, Elenski N, Francken M, Galabova B, Ganetsovski G, Gély B, Hajdu T, Handzhyiska V, Harvati K, Higham T, Iliev S, Janković I, Karavanić I, Kennett DJ, Komšo D, Kozak A, Labuda D, Lari M, Lazar C, Leppek M, Leshtakov K, Vetro DL, Los D, Lozanov I, Malina M, Martini F, McSweeney K, Meller H, Menđušić M, Mirea P, Moiseyev V, Petrova V, Price TD, Simalcsik A, Sineo L, Šlaus M, Slavchev V, Stanev P, Starović A, Szeniczey T, Talamo S, Teschler-Nicola M, Thevenet C, Valchev I, Valentin F, Vasilyev S, Veljanovska F, Venelinova S, Veselovskaya E, Viola B, Virag C, Zaninović J, Zäuner S, Stockhammer PW, Catalano G, Krauß R, Caramelli D, Zariņa G, Gaydarska B, Lillie M, Nikitin AG, Potekhina I, Papathanasiou A, Borić D, Bonsall C, Krause J, Pinhasi R e Reich D, The genomic history of southeastern Europe, in Nature, 555(7695), 2018,  pp. 197-203, DOI:10.1038/nature25778. URL consultato il 25 aprile 2025.
- (EN) Selina Brace, Yoan Diekmann, Thomas J. Booth, Lucy van Dorp, Zuzana Faltyskova, Nadin Rohland, Swapan Mallick, Iñigo Olalde, Matthew Ferry, Megan Michel, Jonas Oppenheimer, Nasreen Broomandkhoshbacht, Kristin Stewardson, Rui Martiniano, Susan Walsh, Manfred Kayser, Sophy Charlton, Garrett Hellenthal, Ian Armit, Rick Schulting, Oliver E Craig, Alison Sheridan, Mike Parker Pearson, Chris Stringer, David Reich, Mark G Thomas e Ian Barnes, Ancient genomes indicate population replacement in Early Neolithic Britain, in Nature Ecology & Evolution, vol. 3, n. 5, 2019,  pp. 765–771, DOI:10.1038/s41559-019-0871-9. URL consultato il 21 aprile 2025.
- (EN) Posth C, Yu H, Ghalichi A, Rougier H, Crevecoeur I, Huang Y, Ringbauer H, Rohrlach AB, Nägele K, Villalba-Mouco V, Radzeviciute R, Ferraz T, Stoessel A, Tukhbatova R, Drucker DG, Lari M, Modi A, Vai S, Saupe T, Scheib CL, Catalano G, Pagani L, Talamo S, Fewlass H, Klaric L, Morala A, Rué M, Madelaine S, Crépin L, Caverne JB, Bocaege E, Ricci S, Boschin F, Bayle P, Maureille B, Le Brun-Ricalens F, Bordes JG, Oxilia G, Bortolini E, Bignon-Lau O, Debout G, Orliac M, Zazzo A, Sparacello V, Starnini E, Sineo L, van der Plicht J, Pecqueur L, Merceron G, Garcia G, Leuvrey JM, Garcia CB, Gómez-Olivencia A, Połtowicz-Bobak M, Bobak D, Le Luyer M, Storm P, Hoffmann C, Kabaciński J, Filimonova T, Shnaider S, Berezina N, González-Rabanal B, González Morales MR, Marín-Arroyo AB, López B, Alonso-Llamazares C, Ronchitelli A, Polet C, Jadin I, Cauwe N, Soler J, Coromina N, Rufí I, Cottiaux R, Clark G, Straus LG, Julien MA, Renhart S, Talaa D, Benazzi S, Romandini M, Amkreutz L, Bocherens H, Wißing C, Villotte S, de Pablo JF, Gómez-Puche M, Esquembre-Bebia MA, Bodu P, Smits L, Souffi B, Jankauskas R, Kozakaitė J, Cupillard C, Benthien H, Wehrberger K, Schmitz RW, Feine SC, Schüler T, Thevenet C, Grigorescu D, Lüth F, Kotula A, Piezonka H, Schopper F, Svoboda J, Sázelová S, Chizhevsky A, Khokhlov A, Conard NJ, Valentin F, Harvati K, Semal P, Jungklaus B, Suvorov A, Schulting R, Moiseyev V, Mannermaa K, Buzhilova A, Terberger T, Caramelli D, Altena E, Haak W e Krause J., Palaeogenomics of Upper Palaeolithic to Neolithic European hunter-gatherers, in Nature, vol. 615, 2023,  pp. 117-126, DOI:10.1038/s41586-023-05726-0. URL consultato il 22 giugno 2025.
- (EN) Allentoft ME, Sikora M, Refoyo-Martínez A, Irving-Pease EK, Fischer A, Barrie W, Ingason A, Stenderup J, Sjögren KG, Pearson A, Sousa da Mota B, Schulz Paulsson B, Halgren A, Macleod R, Jørkov MLS, Demeter F, Sørensen L, Nielsen PO, Henriksen RA, Vimala T, McColl H, Margaryan A, Ilardo M, Vaughn A, Fischer Mortensen M, Nielsen AB, Ulfeldt Hede M, Johannsen NN, Rasmussen P, Vinner L, Renaud G, Stern A, Jensen TZT, Scorrano G, Schroeder H, Lysdahl P, Ramsøe AD, Skorobogatov A, Schork AJ, Rosengren A, Ruter A, Outram A, Timoshenko AA, Buzhilova A, Coppa A, Zubova A, Silva AM, Hansen AJ, Gromov A, Logvin A, Gotfredsen AB, Henning Nielsen B, González-Rabanal B, Lalueza-Fox C, McKenzie CJ, Gaunitz C, Blasco C, Liesau C, Martinez-Labarga C, Pozdnyakov DV, Cuenca-Solana D, Lordkipanidze DO, En'shin D, Salazar-García DC, Price TD, Borić D, Kostyleva E, Veselovskaya EV, Usmanova ER, Cappellini E, Brinch Petersen E, Kannegaard E, Radina F, Eylem Yediay F, Duday H, Gutiérrez-Zugasti I, Merts I, Potekhina I, Shevnina I, Altinkaya I, Guilaine J, Hansen J, Aura Tortosa JE, Zilhão J, Vega J, Buck Pedersen K, Tunia K, Zhao L, Mylnikova LN, Larsson L, Metz L, Yepiskoposyan L, Pedersen L, Sarti L, Orlando L, Slimak L, Klassen L, Blank M, González-Morales M, Silvestrini M, Vretemark M, Nesterova MS, Rykun M, Rolfo MF, Szmyt M, Przybyła M, Calattini M, Sablin M, Dobisíková M, Meldgaard M, Johansen M, Berezina N, Card N, Saveliev NA, Poshekhonova O, Rickards O, Lozovskaya OV, Gábor O, Uldum OC, Aurino P, Kosintsev P, Courtaud P, Ríos P, Mortensen P, Lotz P, Persson P, Bangsgaard P, de Barros Damgaard P, Vang Petersen P, Martinez PP, Włodarczak P, Smolyaninov RV, Maring R, Menduiña R, Badalyan R, Iversen R, Turin R, Vasilyev S, Wåhlin S, Borutskaya S, Skochina S, Sørensen SA, Andersen SH, Jørgensen T, Serikov YB, Molodin VI, Smrcka V, Merts V, Appadurai V, Moiseyev V, Magnusson Y, Kjær KH, Lynnerup N, Lawson DJ, Sudmant PH, Rasmussen S, Korneliussen TS, Durbin R, Nielsen R, Delaneau O, Werge T, Racimo F, Kristiansen K e Willerslev E., Population genomics of post-glacial western Eurasia, in Nature, vol. 625, 2024,  pp. 301-311, DOI:10.1038/s41586-023-06865-0. URL consultato il 14 agosto 2025.